# Пам'ятники Голосіївського району
Дана стаття призначена для ознайомлення, зокрема візуального, з пам'ятниками, меморіалами і скульптурними групами в Голосіївському районі столиці України міста Києва, а також подання коротких відомостей про них.
На території теперішнього міського району, зокрема в історичній місцині Голосіїв в роки ІІ Світової війни точилися запеклі бої з німецькими загарбниками, що зумовило появу низки пам'ятників і меморіалів на вшанування тих подій. Тут же в Голосієві у перші повоєнні десятиліття жив і творив український поет Максим Рильський — у Парку його імені працює літературно-меморіальний музей поета, на території якого встановлене його погруддя, а біля центрального входу Парку 2003 року споруджено повнофігурний пам'ятник Максимові Рильському.
У Голосіївському районі працюють декілька вишів — низка факультетів Київського національного університету та Міжрегіональна академія управління персоналом, зокрема на території останньої встановлені численні пам'ятники, пам'ятні знаки та фігури діячів національної та світової культури й історії.

## Галерея пам'ятників
Пам'ятники подаються у формі таблиці; за можливістю вказуються вихідні дані — розташування та точні географічні координати, дату встановлення, авторів, додаткові відомості тощо, наводяться фото. Всередині таблиць пам'ятники розміщені за іменами, кому присвячені, а групуються за абеткою. Список є неповним і постійно редагується. До списку, зазвичай, не включаються пам'ятники (переважно бюсти) на території підприємств, натомість паркові, а також на території публічних і культових об'єктів, за можливістю, наводяться.
| Назва | Розташування                                                                                             | Координати                                                                   | Короткі відомості | Зображення            |
| --- | --- | ---------------------------------------------------------------------------- | --- | --------------------- |
| Аверроеса, бюст | на території Міжрегіональної академії управління персоналом.                                             |                                                                              | |                       |
| Алієву Гейдару | на території Міжрегіональної академії управління персоналом.                                             |                                                                              | Пам'ятник президенту Азербайджану Гейдару Алієву встановлено перед Українсько-азербайджанським інститутом соціальних наук і самоврядування Міжрегіональної академії управління персоналом |                       |
| Арістотеля, бюст | на території Міжрегіональної академії управління персоналом.                                             |                                                                              | |                       |
| Бойченку Олександру, бюст | на території Гімназії № 59, вул. Велика Китаївська, 85.                                                  |                                                                              | Пам'ятник письменнику Бойченку О. М.. Встановлено у 1973 році. Автор — ск. В. Шатух. Вис. погруддя — 0,95 м, постаменту — 2,35 м, стилобата — 0,35 м. |                       |
| Боровиченко Марії | біля школи № 122 на вул. Китаївській.                                                                    | 50°22′16.1″ пн. ш. 30°32′40.1″ сх. д. / 50.371139° пн. ш. 30.544472° сх. д.  | Відкрито 1967 року. Скульптор М. К. Вронський. Пам'ятник — скульптурний бюст на прямокутному постаменті (бронза, граніт).. |                       |
| Будді, пам'ятний знак | на території Міжрегіональної академії управління персоналом.                                             |                                                                              | |                       |
| Вардхамані, пам'ятний знак | на території Міжрегіональної академії управління персоналом.                                             |                                                                              | |                       |
| Вебера Макса, бюст | на території Міжрегіональної академії управління персоналом.                                             |                                                                              | |                       |
| Вернадського Володимира, бюст | на території Міжрегіональної академії управління персоналом.                                             |                                                                              | |                       |
| Воїнам автомобілістам і дорожникам, пам'ятний знак | між будинками 22 та 26 по Голосіївському проспекту.                                                      | 50°24′22.1″ пн. ш. 30°31′01.3″ сх. д. / 50.406139° пн. ш. 30.517028° сх. д.  | Пам'ятний знак споруджено 1985 року на честь 40-ї річниці перемоги у німецько-радянській війні. Являє собою військовий автомобіль періоду ІІ Світової війни. |                       |
| Гапоненку Казимирові, погруддя | на подвір'ї школи № 110 ім. Казимира Гапоненка, Козацька вулиця, 5                                       | 50°24′22.1″ пн. ш. 30°31′01.3″ сх. д. / 50.406139° пн. ш. 30.517028° сх. д.  | Пам'ятник учневі київської школи Казимиру Гапоненку (1931–1942), страченому німцями за допомогу партизанам, споруджено 1970 року, скульптор Анатолій Кущ. |                       |
| Граніт науки, скульптурна композиція | Перед головним входом до Фізичого факультету КНУ імені Тараса Шевченка, проспект Академіка Глушкова, 4.  | 50°22′50.2″ пн. ш. 30°28′25.8″ сх. д. / 50.380611° пн. ш. 30.473833° сх. д.  | Бронзова скульптурна композиція, присв'ячена працівникам університету - бойовим і трудовим учасникам німецько-радянської війни (1941-1945 рр.) - споруджено 1994 року |                       |
| Ехнатону, пам'ятний знак | на території Міжрегіональної академії управління персоналом.                                             |                                                                              | |                       |
| Жертвам Голодомору | на території Міжрегіональної академії управління персоналом.                                             |                                                                              | Автори пам'ятника — скульптори Олесь Сидорук і Крилов Борис. |                       |
| Пам'ятник ЗАЗ-965 «Запорожець» — першому українському автомобілю                                                                                               | на вул. Васильківській, 20 біля корпусу Київського транспортно-економічного коледжу                      |                                                                              | |                       |
| Заболотному Данилові | на території Інституту мікробіології і вірусології.                                                      | 50°21′16.2″ пн. ш. 30°29′14.4″ сх. д. / 50.354500° пн. ш. 30.487333° сх. д.  | | Пам'ятник Заболотному |
| Зороастру, пам'ятний знак | на території Міжрегіональної академії управління персоналом.                                             |                                                                              | |                       |
| Кирила Солунського, фігура | на території Міжрегіональної академії управління персоналом.                                             |                                                                              | |                       |
| Ковальській Світлані Володимирівні, пам'ятний знак | вул. Будіндустрії, 7                                                                                     | 50°24′04″ пн. ш. 30°34′35″ сх. д. / 50.401190° пн. ш. 30.576448° сх. д.      | Пам'ятний знак Ковальській Світлані Володимирівні, першому директору комбінату залізобетонних виробів, який нині носить її ім'я. Встановлений у 1993 році. |                       |
| «Князь Володимир обирає віру», скульптурна група | на території Міжрегіональної академії управління персоналом.                                             |                                                                              | |                       |
| Конфуцію, пам'ятний знак | на території Міжрегіональної академії управління персоналом.                                             |                                                                              | |                       |
| Лао-цзи, пам'ятний знак | на території Міжрегіональної академії управління персоналом.                                             |                                                                              | |                       |
| Лесі Українці | на території Міжрегіональної академії управління персоналом.                                             |                                                                              | Автори пам'ятника — скульптори Олесь Сидорук і Борис Крилов |                       |
| Липинському В'ячеславові | на території Міжрегіональної академії управління персоналом.                                             |                                                                              | Пам'ятник відкрито 5 квітня 2007 року. Автори пам'ятника — скульптори Олесь Сидорук і Крилов Борис |                       |
| Ліквідаторам Чорнобильської аварії | біля Національної бібліотеки України імені В. І. Вернадського.                                           | 50°24′13.79″ пн. ш. 30°31′0.3″ сх. д. / 50.4038306° пн. ш. 30.516750° сх. д. | Архітектор О. К. Стукалов |                       |
| Малевичу Казимиру | у сквері посередині Володимиро-Либідської вулиці                                                         |                                                                              | Відкритий 24 травня 2008 року |                       |
| Мефодія Солунського, фігура | на території Міжрегіональної академії управління персоналом.                                             |                                                                              | |                       |
| Могилі Петру | на території Міжрегіональної академії управління персоналом.                                             |                                                                              | Автори пам'ятника — скульптори Олесь Сидорук і Крилов Борис |                       |
| Мойсею, пам'ятний знак | на території Міжрегіональної академії управління персоналом.                                             |                                                                              | |                       |
| Мухаммеду, пам'ятний знак | на території Міжрегіональної академії управління персоналом.                                             |                                                                              | |                       |
| Нестора-літописця, фігура | на території Міжрегіональної академії управління персоналом.                                             |                                                                              | |                       |
| Овідія, бюст | на території Міжрегіональної академії управління персоналом.                                             |                                                                              | |                       |
| Ользі княгині | на території Міжрегіональної академії управління персоналом.                                             |                                                                              | |                       |
| Петку Воєводі, пам'ятник | у Поліцейському сквері, на вулиці Федорова.                                                              | 50°25′40.4″ пн. ш. 30°30′53.5″ сх. д. / 50.427889° пн. ш. 30.514861° сх. д.  | Національний герой Болгарії. Відкрито 8 вересня 2011. |                       |
| Піфагору Самоському, пам'ятний знак | на території Міжрегіональної академії управління персоналом.                                             |                                                                              | |                       |
| Платона, бюст | на території Міжрегіональної академії управління персоналом.                                             |                                                                              | |                       |
| Полеглим воякам-уродженцям Пирогова | біля школи по вулиці Пирогівський шлях, 148                                                              | 50°20′45.8″ пн. ш. 30°32′4.2″ сх. д. / 50.346056° пн. ш. 30.534500° сх. д.   | |                       |
| Полеглим воякам-уродженцям Чапаєвки | обабіч школи по провулку Підбірному, 3                                                                   | 50°29′44.5″ пн. ш. 30°33′42.1″ сх. д. / 50.495694° пн. ш. 30.561694° сх. д.  | |                       |
| Радянським воїнам, викладачам і студентам, меморіал | на вулиці Генерала Родимцева                                                                             | 50°23′03.3″ пн. ш. 30°30′15.1″ сх. д. / 50.384250° пн. ш. 30.504194° сх. д.  | Відкритий 5 листопада 1979 року на території Української сільськогосподарської академії (тепер Національний університет біоресурсів і природокористування України). Автори — скульптор Я. Д. Гончаренко, архітектор В. Г. Гнєздилов.                                                                                   |                       |
| Рильському Максиму | біля центрального входу до Голосіївського парку                                                          | 50°23′23.4″ пн. ш. 30°30′02.1″ сх. д. / 50.389833° пн. ш. 30.500583° сх. д.  | Відкритий у 2003 році біля центрального входу до парку. Автори — скульптор П. Остапенко та архітектор О. Стукалов. |                       |
| Рильському Максиму | на території музею поета в Голосіївському лісі (по вул. М.Рильського, 7)                                 | 50°23′46″ пн. ш. 30°30′48.9″ сх. д. / 50.39611° пн. ш. 30.513583° сх. д.     | Встановлений 1968 року. Автори — скульптор О. Ковальов, архітектор В. М. Костін. Пам'ятник (заввишки 2,7 м) являє собою бронзову півпостать на гранітному постаменті, що формою схожий на смолоскип. |                       |
| Робітникам, інженерно-технічним працівникам та службовцям Фабрики ім. Карла Маркса, які загибли за честь, свободу і незалежність Батьківщини у 1941–1945 роках | на території Кондитерської фабрики Рошен корпорації «Рошен», проспект Науки, 1                           | 50°24′18.8″ пн. ш. 30°31′23.9″ сх. д. / 50.405222° пн. ш. 30.523306° сх. д.  | Встановлено у жовтні 1968 року. |                       |
| Святославу князю | поруч з центральним корпусом і перед комплексом будівель Міжрегіональної академії управління персоналом. | 50°24′27″ пн. ш. 30°30′42″ сх. д. / 50.40750° пн. ш. 30.51167° сх. д.        | Споруджено і урочисто відкрито 2003 року. Автори пам'ятника — скульптори Крилов Борис і Олесь Сидорук |                       |
| Сікорського Івана, бюст | на території Міжрегіональної академії управління персоналом.                                             |                                                                              | |                       |
| Сковороді Григорію | на території Міжрегіональної академії управління персоналом.                                             |                                                                              | Автори пам'ятника — скульптори Крилов Борис і Олесь Сидорук |                       |
| Сократа, бюст | на території Міжрегіональної академії управління персоналом.                                             |                                                                              | |                       |
| Сорокіна Пітіріма, бюст | на території Міжрегіональної академії управління персоналом.                                             |                                                                              | |                       |
| Студентам і співробітникам МАУП-учасникам національної революції 2004 року                                                                                     | на території Міжрегіональної академії управління персоналом                                              |                                                                              | |                       |
| Учасникам оборони Києва | на території Голосіївського парку                                                                        | 50°23′26.2″ пн. ш. 30°30′21.4″ сх. д. / 50.390611° пн. ш. 30.505944° сх. д.  | Встановлено у 1965 році в Голосіївському парку на честь бійців і командирів Червоної Армії, матросів Дніпровської флотилії, бійців народного ополчення, які в липні-вересні 1941 року, під час Київської оборони, вели запеклі бої з нацистськими загарбниками в районі Голосіїв. Автор — архітектор Всеволод Суворов. |                       |
| Франкові Івану | на території Міжрегіональної академії управління персоналом.                                             |                                                                              | Автори — скульптори Крилов Борис та Олесь Сидорук |                       |
| Хвойці Вікентію | на території Міжрегіональної академії управління персоналом.                                             |                                                                              | |                       |
| Хмельницькому Богдану | на території Міжрегіональної академії управління персоналом.                                             |                                                                              | Автори пам'ятника — скульптори Крилов Борис і Олесь Сидорук |                       |
| Шевченкові Тарасу | на території Міжрегіональної академії управління персоналом.                                             |                                                                              | Автори пам'ятника — скульптори Крилов Борис і Олесь Сидорук |                       |
| Юліушу Словацькому, пам'ятнк | на вулиці Велика Васильківська, поруч з Будинком органної і камерної музики                              |                                                                              | |                       |
| Юнга Карла Густава, бюст | на території Міжрегіональної академії управління персоналом.                                             |                                                                              | |                       |
| На місці боїв між радянськими і німецькими військами у Голосієві, пам'ятний камінь                                                                             | неподалік будинку № 13 по вулиці Генерала Родимцева                                                      | 50°23′7″ пн. ш. 30°30′23″ сх. д. / 50.38528° пн. ш. 30.50639° сх. д.         | |                       |
| Українським воїнам, що загинули за Єдність України в АТО на Донбасі, пам'ятник                                                                                 | Голосіївський парк, Голосіївський проспект.                                                              |                                                                              | |                       |